# Кайе, Пьер Виктор Пальма
Пьер Виктор Пальма Кайе (фр. Pierre Victor Palma Cayet; 1545—1610) — французский историк и богослов.
Протестант и даже проповедник, Кайе через какое-то время перешёл в католичество. Он написал историю гражданских войн с 1589 по 1604 год в двух сериях книг: «Chronologie septennaire» или «Histoire de la paix depuis 1598 jusqu’en 1604» (П., 1605—1612) и «Chronologie novennaire depuis 1589 jusqu'à la paix de Vervins en 1598» (П., 1608). В своё время подвергался нападкам со стороны прежних единоверцев: его обвиняли в апологии публичных домов, в продаже души дьяволу, — особенно в связи с опубликованным им в 1603 году переводом так называемой «Народной книги о Фаусте».